# Sikorsky H-19 Chickasaw
El Sikorsky H-19 Chickasaw (también conocido por su número de modelo interno de Sikorsky, S-55), fue un helicóptero utilitario usado por el Ejército de Estados Unidos y la Fuerza Aérea de Estados Unidos. También fue construido bajo licencia por Westland Aircraft como Westland Whirlwind en el Reino Unido. Los modelos de la Armada de los Estados Unidos y los Guardacostas de Estados Unidos fueron designados HO4S, mientras que los de los Marines fueron designados HRS. En 1962, las versiones de la Armada, de los Guardacostas y del Cuerpo de Marines estadounidenses fueron todas redesignadas como H-19, al igual que las de sus contrapartidas del Ejército y la Fuerza Aérea.

## Diseño y desarrollo

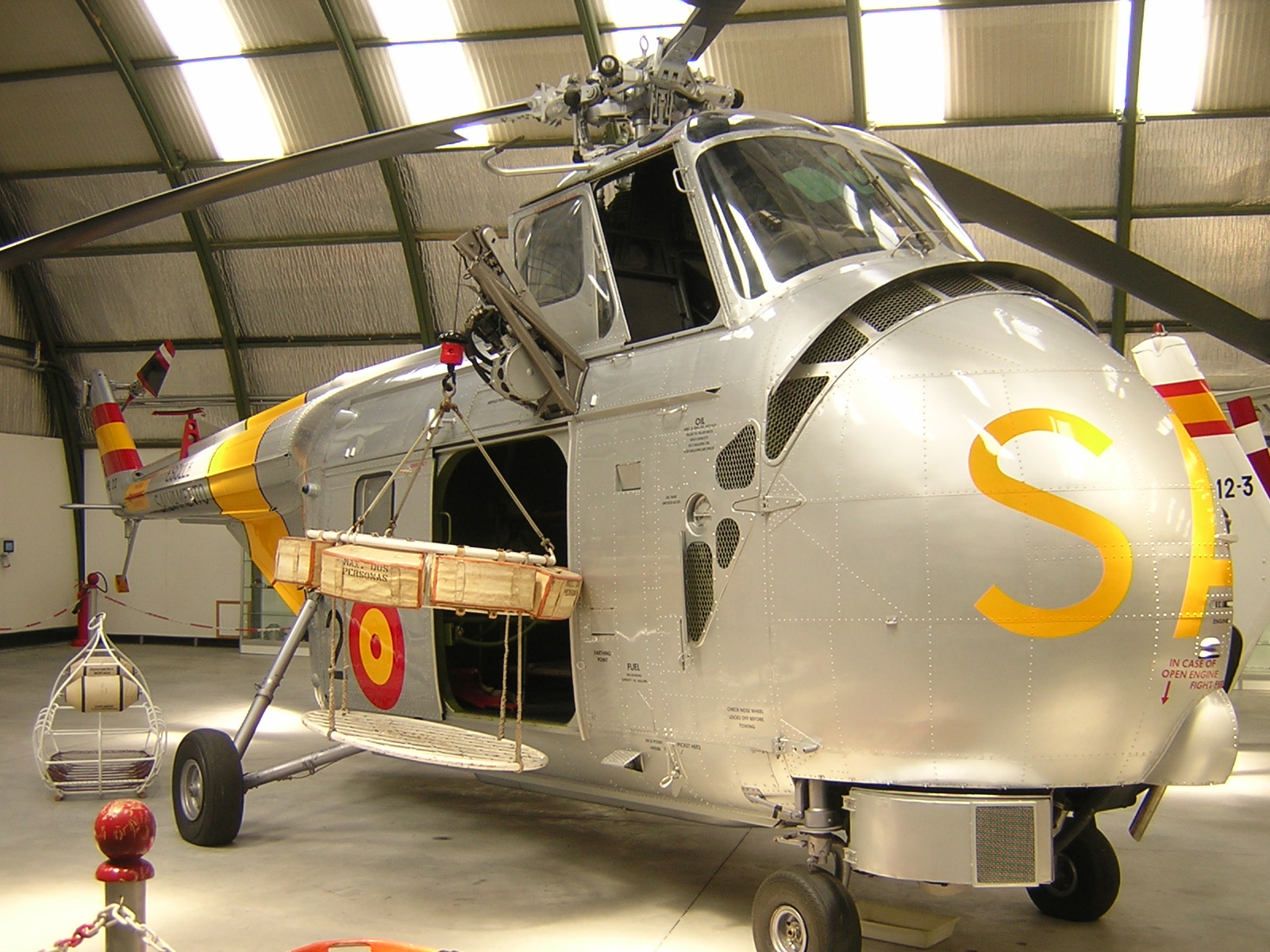
Un Westland Whirlwind de salvamento del Ejército del Aire de España.

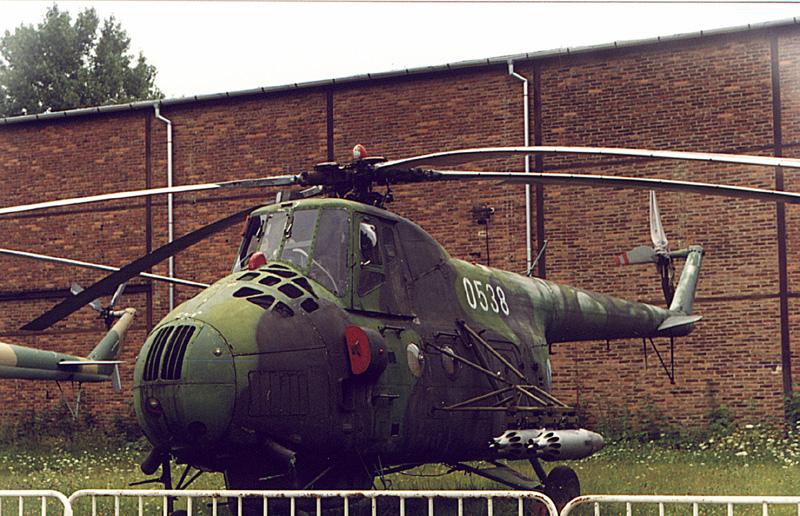
Mil Mi-4 en el Museo de Aviación de Praga, similar en apariencia al H-19.

El Departamento de Defensa concedió a Sikorsky un contrato para desarrollar un helicóptero en 1948. El 1 de mayo de 1949, se encomendaba al departamento técnico de Sikorsky el desarrollo de un helicóptero, en apenas siete meses, capaz de llevar a diez pasajeros, además de una tripulación de dos personas. El primero de los cinco prototipos YH-19 pedidos por la Fuerza Aérea de Estados Unidos para evaluación voló en noviembre de 1949.
El primer vuelo del H-19 tuvo lugar el 10 de noviembre de 1949 y entró en servicio en 1950. Más de 1000 helicópteros fueron fabricados por Sikorsky para Estados Unidos y otros 550 fueron fabricados bajo licencia por Westland Aircraft en Reino Unido, la SNCASE en Francia y Mitsubishi en Japón.
Este aparato fue ampliamente utilizado por muchas otras naciones, incluyendo Portugal, Grecia, Israel, Chile, Sudáfrica, España, Dinamarca y Turquía.
El helicóptero soviético Mil Mi-4 fue una respuesta directa al H-19 Chickasaw norteamericano, con el que guardaba cierta similitud en diseño, aunque que el Mi-4 era un helicóptero más grande y capaz de levantar más peso. El primer modelo de este último entró en servicio en 1952. Su sucesor, el Mil Mi-8 se convertiría en el helicóptero más producido del planeta.

## Historia operativa

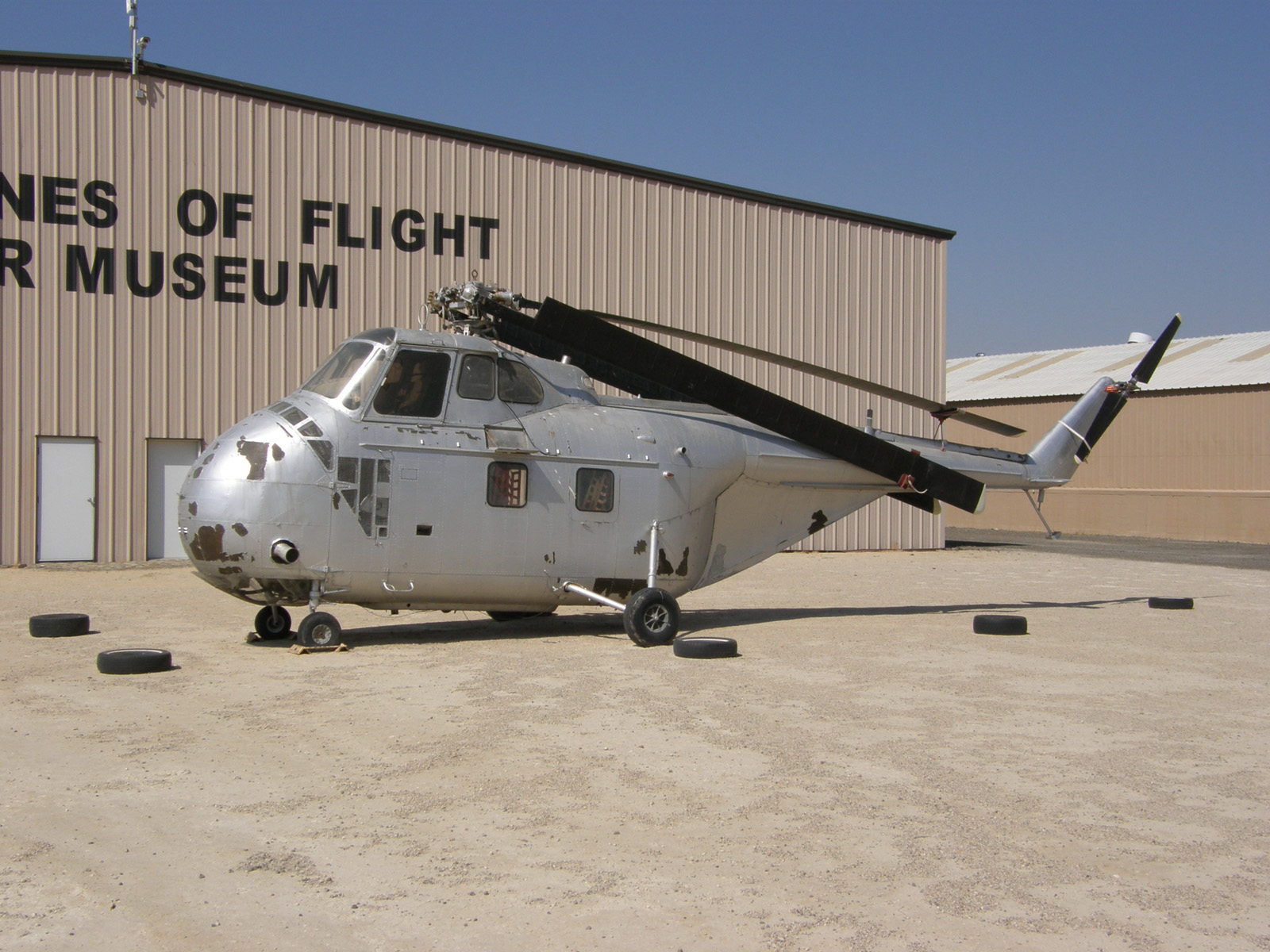
UN UH-19B en el Milestones of Flight Museum, Fox Field, Lancaster, California.

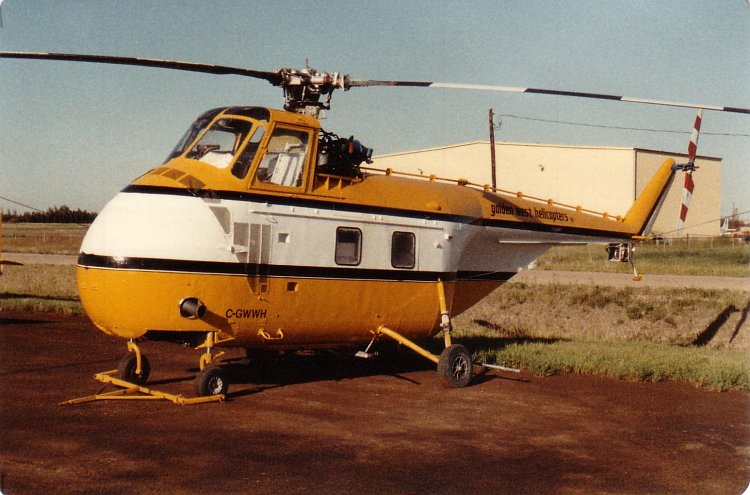
Un Sikorsky S-55B en servicio con los Golden West Helicopters, St. Albert, Alberta, 1985.

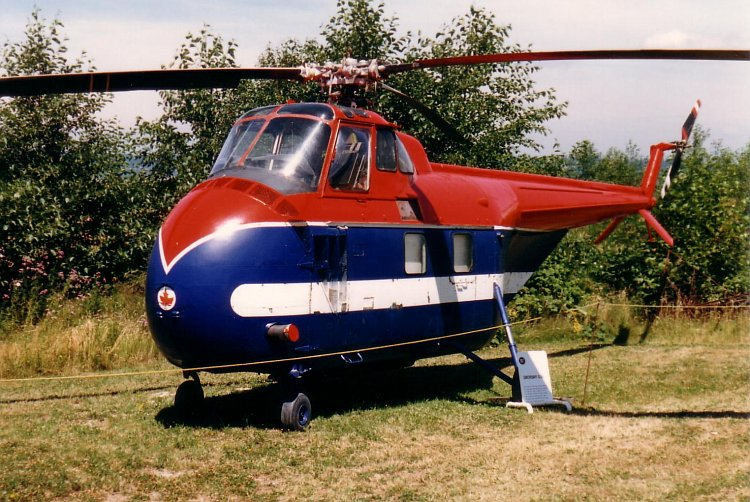
Un Sikorsky UH-19 en el Canadian Museum of Flight, 1988. La aeronave está pintada como si estuviera trabajando en la construcción de la Mid-Canada Line.

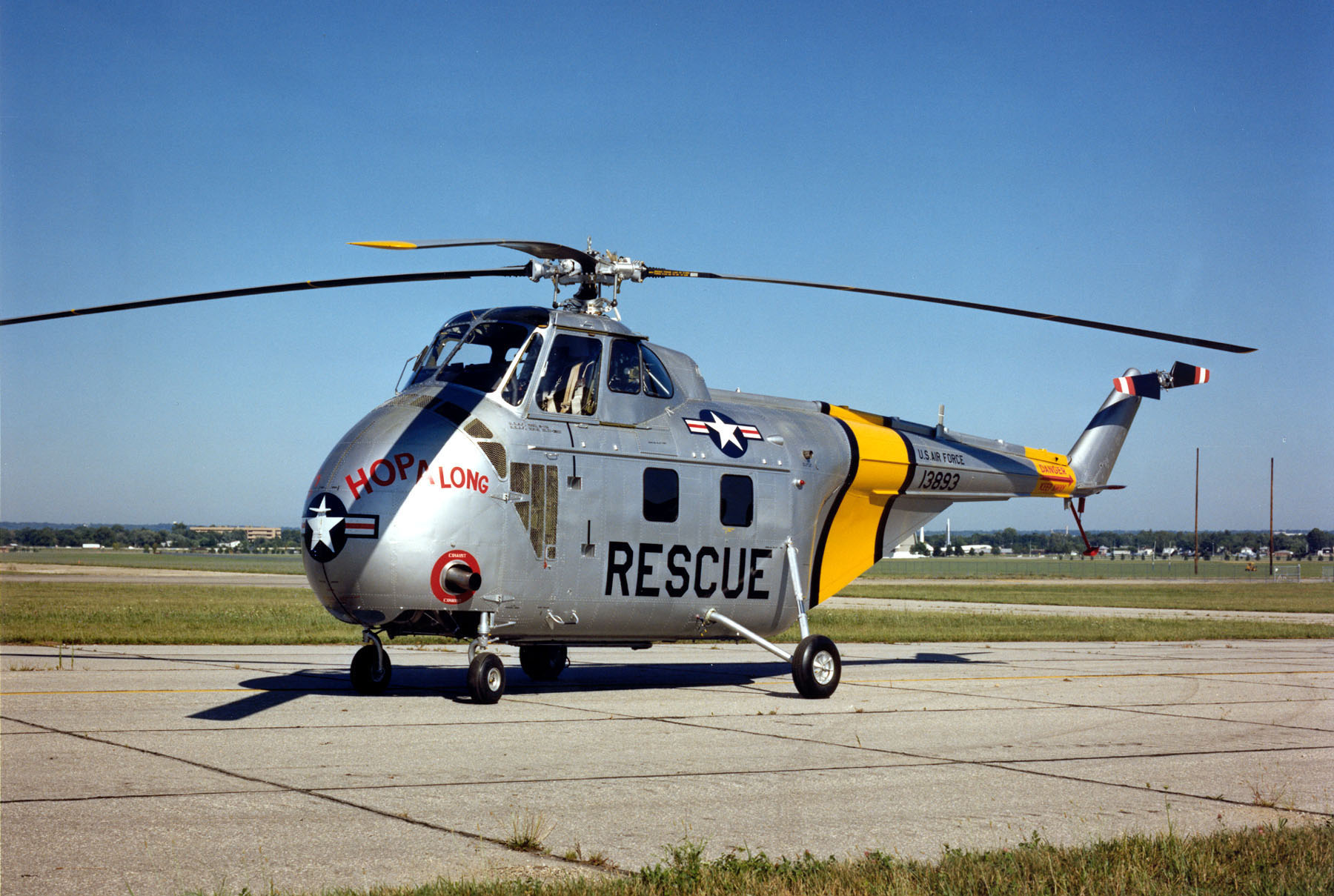
Un UH-19B en el Museo de la USAF.

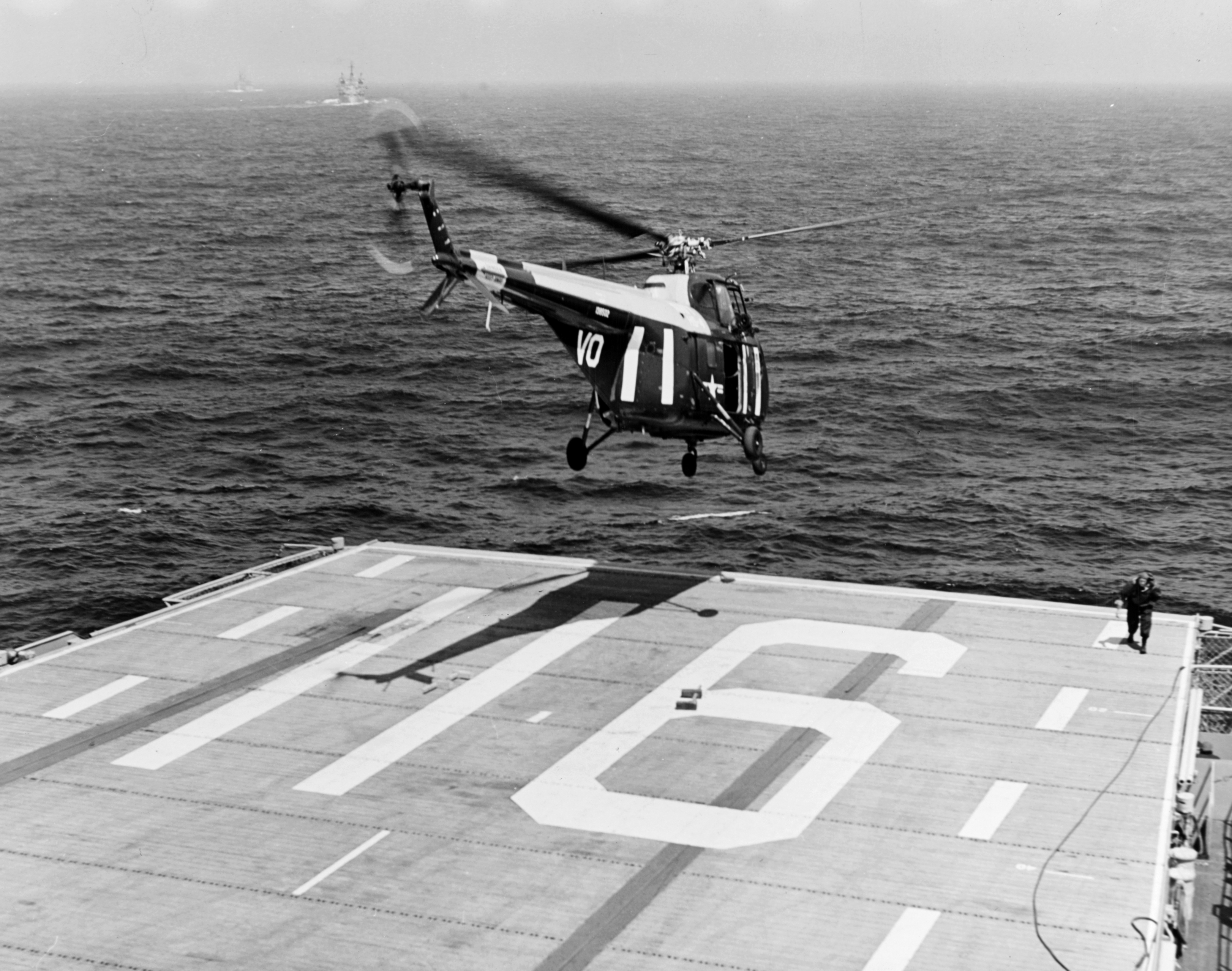
Un HO4S de los Black Knights (HS-4) de la Armada de los Estados Unidos despegando del en 1954.

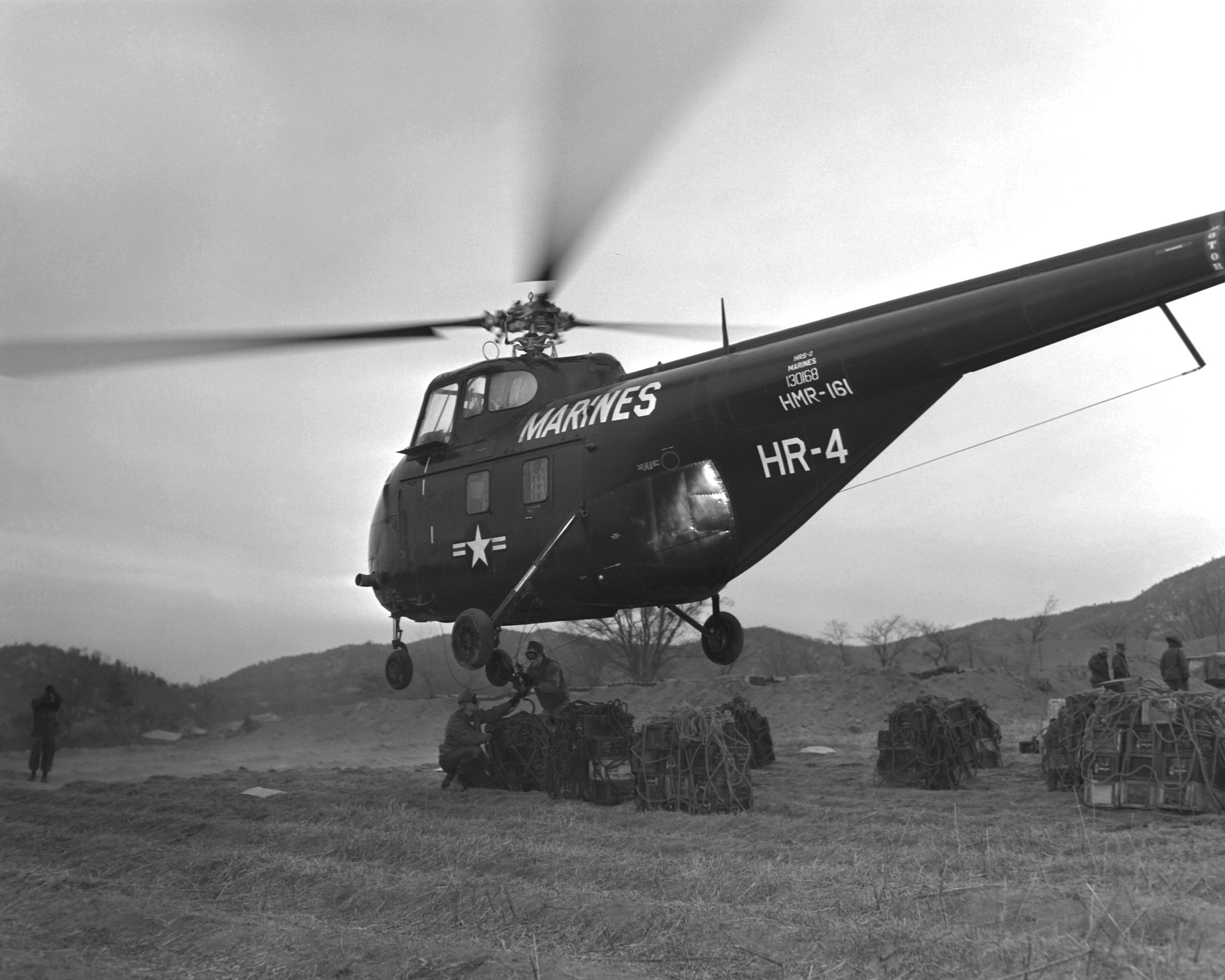
Un HRS-2 del Cuerpo de Marines en Corea, 1953.

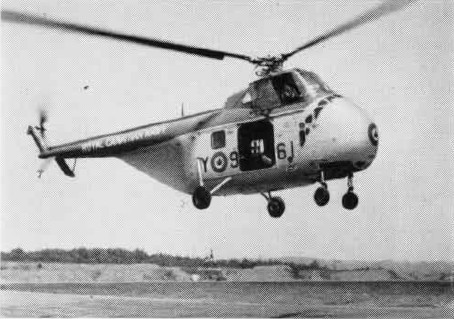
Un HO4S de la Marina Real Canadiense.

El H-19 Chickasaw tiene el mérito de haber sido el primer verdadero helicóptero de transporte del Ejército de los Estados Unidos y, como tal, desempeñó un papel muy importante en los inicios de la doctrina del Ejército respecto a la movilidad aérea y el empleo campo de batalla de las tropas helitransportadas. El H-19 fue probado en servicio real en manos de la 6ª Compañía de Transporte durante la guerra de Corea a partir de 1951 en tareas tales como la evacuación médica, el control táctico y el apoyo logístico de primera línea.
La Fuerza Aérea de los Estados Unidos ordenó 50 H-19A para labores de rescate en 1951. Estas aeronaves fueron el principal helicóptero de evacuación médica y transporte de tropas de la Fuerza Aérea durante la guerra de Corea. La Fuerza Aérea continuó utilizando el H-19 durante la década de 1960 y, en última instancia, fueron adquiridos 270 ejemplares del modelo H-19B.
Entre agosto de 1950 y enero de 1958, la Armada de los Estados Unidos recibió 119 helicópteros, incluyendo diez HO4S-1 y 61 HO4S-2.  Algunos fueron armados para llevar a cabo misiones antisubmarinas, adaptándoseles un sonar tipo SQS-4 y soportes para dos torpedos. Se utilizaron en parejas "Hunter/Killer". Uno de ellos transportaba el sonar calable, mientras que el otro transportaba los torpedos acústicos buscadores. A causa de su limitada potencia y autonomía, y al no haber muchos buques provistos de plataforma desde la que operar, sus posibilidades quedaron muy reducidas, aunque sí fueron inestimables desde el punto de vista del adiestramiento.
Francia ya había hecho uso agresivo de helicópteros en Argelia, tanto como transporte de tropas como cañonero. Los Piasecki/Vertol H-21 y Sikorski H-34 construidos en Francia rápidamente desplazaron a las aeronaves de ala fija para el transporte de paracaidistas y los equipos de reacción rápida. En Indochina, un pequeño número de Hiller H-23 y Sikorsky H-19 estaban disponibles para la evacuación de heridos. En 1956, el Ejército del Aire de Francia experimentó armando el H-19, pero pronto fue reemplazado en servicio por los más capaces Piasecki H-21 y Sikorsky H-34. El H-19 fue originalmente equipado con un cañón de 20 mm, dos lanzadores de cohetes, dos ametralladoras de 12,7 mm y otra ametralladora de 7,5 mm disparando desde la cabina, pero esta carga se mostró demasiado pesada, e incluso con armas ligeras de autodefensa, los H-19 mostraban poca potencia.
El H-19 también fue utilizado en los primeros días de la Guerra de Vietnam, antes de ser sustituido por el Sikorsky H-34 Choctaw, cuyo diseño estaba basado en el H-19.

## Variantes

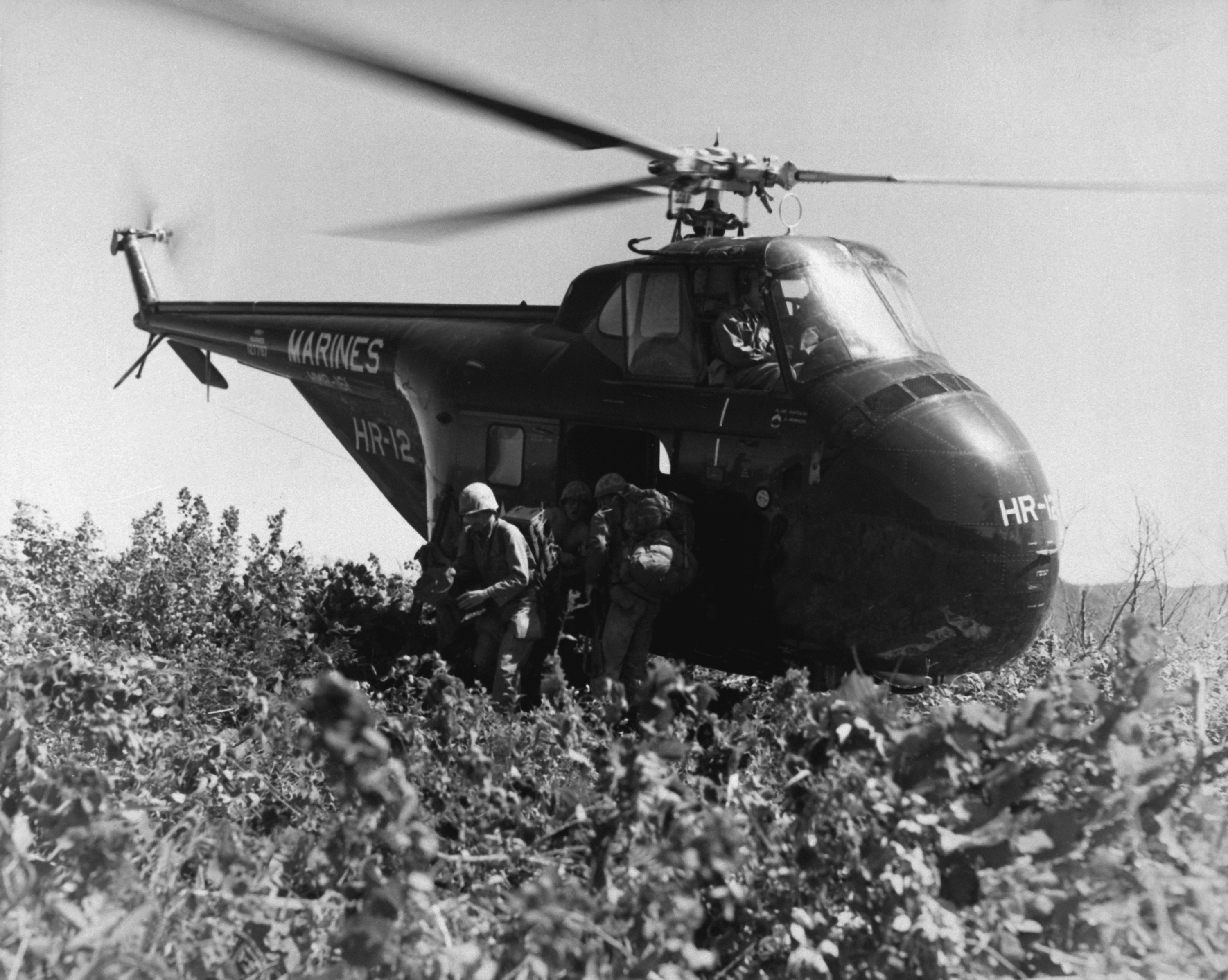
Los marines estadounidenses de la Compañía de Reconocimiento de la Primera División de Infantería de Marina desembarcan de un helicóptero Sikorsky HRS-1 del escuadrón de transporte de helicópteros de la Marina HMR-161

YH-19
Cinco S-55 de preproducción para evaluación.
H-19A
Versión de la USAF del YH-19 con un motor R-1340-1357 de 472 kW (600 hp), redesignado UH-19A en 1962, 50 aparatos construidos.
SH-19A
H-19A modificados para búsqueda y rescate marítimo, redesignados HH-19A en 1962.
H-19B
H-19A con un motor R-1300-3 de 522 kW (700 hp) más potente. Redesignado UH-19B en 1962. Se construyeron 264 ejemplares.
SH-19B
H-19B modificados para el rescate marítimo, redesignado HH-19B en 1962.
H-19C
Versión del H-19A del Ejército estadounidense, redesignado UH-19C en 1962, 72 construidos.
H-19D
Versión del H-19B del Ejército estadounidense, redesignado UH-19D en 1962, se construyeron 301 ejemplares.
HO4S-1
Versión naval del H-19A, 10 construidos.
HO4S-2
Proyecto de versión de rescate de la Guardia Costera de Estados Unidos, no se construyó ninguno.
HO4S-3
Versión remotorizada para la Armada de los Estados Unidos y Canadá con un motor Wright R-1300 de 522 kW (700 hp), redesignado UH-19F (versión estadounidense) y H04S-3 (versión canadiense) en 1962, se construyeron 79 aparatos de esta versión.
HO4S-3G
Versión del HO4S-3 para la Guardia Costera de Estados Unidos, redesignado HH-19G en 1962, 30 construidos.
HRS-1
Versión del Cuerpo de Marines del HO4S para ocho soldados, 60 construidos.
HRS-2
HRS-1 con cambios en el equipo, 101 construidos.
HRS-3
HRS-2 con motor R-1300-3 de 522 kW (700 hp), se convirtió en CH-19E en el año 1962, 105 construidos y algunas conversiones de HRS-2.
HRS-4
Proyecto de HRS-3 con un motor radial R-1820 de 764 kW (1025 hp), no construido.
UH-19A
H-19A redesignado en 1962.
HH-19A
SH-19A redesignado en 1962.
UH-19B
H-19B redesignado en 1962.
HH-19B
SH-19B redesignado en 1962.
CH-19E
HRS-3 redesignado en 1962.
UH-19F
HO4S-3 redesignado en 1962.
HH-19G
HO4S-3G redesignado en 1962
S-55
La versión comercial con motor R-1340 de 472 kW (600 hp).
S-55A
Versión comercial con motor R-1300-3 de 596 kW (800 hp).
S-55C
S-55A con motor R-1340 de 472 kW (600 hp).
S-55T
Aeronaves modificadas por Aviation Specialties y producidas y comercializadas por Helitec, con un turboeje Garret TPE-331 AiResearch-3U-303 de 485 kW (650 shp) y equipo actualizado.
S-55QT
Versión comercial. Helicóptero ultrasilencioso para vuelos turísticos sobre el Gran Cañón.
OHA-S-55 Heli-Camper
Conversiones comerciales llevadas a cabo por Orlando Helicopters.
OHA-S-55-Nite
Helicóptero de publicidad aérea, equipado con una matriz de luces controladas por ordenador.
OHA-S-55 Bearcat
Versión comercial. Helicóptero agrícola.
OHA-S-55 Heavy Lift
Versión comercial. Helicóptero grúa.
QS-55 Agressors
Versión comercial. Helicópteros S-55 convertidos en blancos aéreos.
OHA-AT-55 Defender
Versión comercial. Helicóptero armado.
Whirlwind  HAR21
HRS-2 para la Armada Real, 10 entregados.
Whirlwind  HAS22
H04S-3 para la Armada Real, 15 entregados.
VAT Elite
S-55 muy modificados por Vertical Aircraft Technologies Inc., propulsados por un Garret TSE311 de 522 kW (700 hp) con rotor de cinco palas.

## Operadores
- Argentina
- Austria
- Bélgica
- Bolivia
- Brasil
- Canadá
- Chile
- República de China
- Colombia
- Dinamarca
- República Dominicana
- Francia
- Ecuador
- Alemania
- Grecia
- Guatemala
- Haití
- Honduras
- India
- Israel
- Italia
- Japón
- Kuwait
- Países Bajos
- Nicaragua
- Noruega
- Pakistán
- Filipinas
- Portugal
- Corea del Sur
- Sudáfrica
- España:
  - Ejército del Aire
  - Arma Aérea de la Armada
- Tailandia
- Turquía
- Reino Unido
- Estados Unidos
- Uruguay
- Venezuela
- Vietnam del Sur
  - Fuerza Aérea de la República de Vietnam[3]
- Yugoslavia
- Costa Rica

## Especificaciones (H-19)

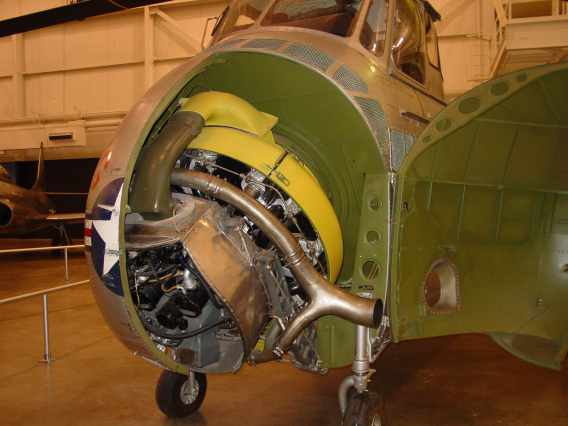
Un H-19 en el Museo Nacional de la Fuerza Aérea de los Estados Unidos, que muestra el inusual montaje del motor del aparato.

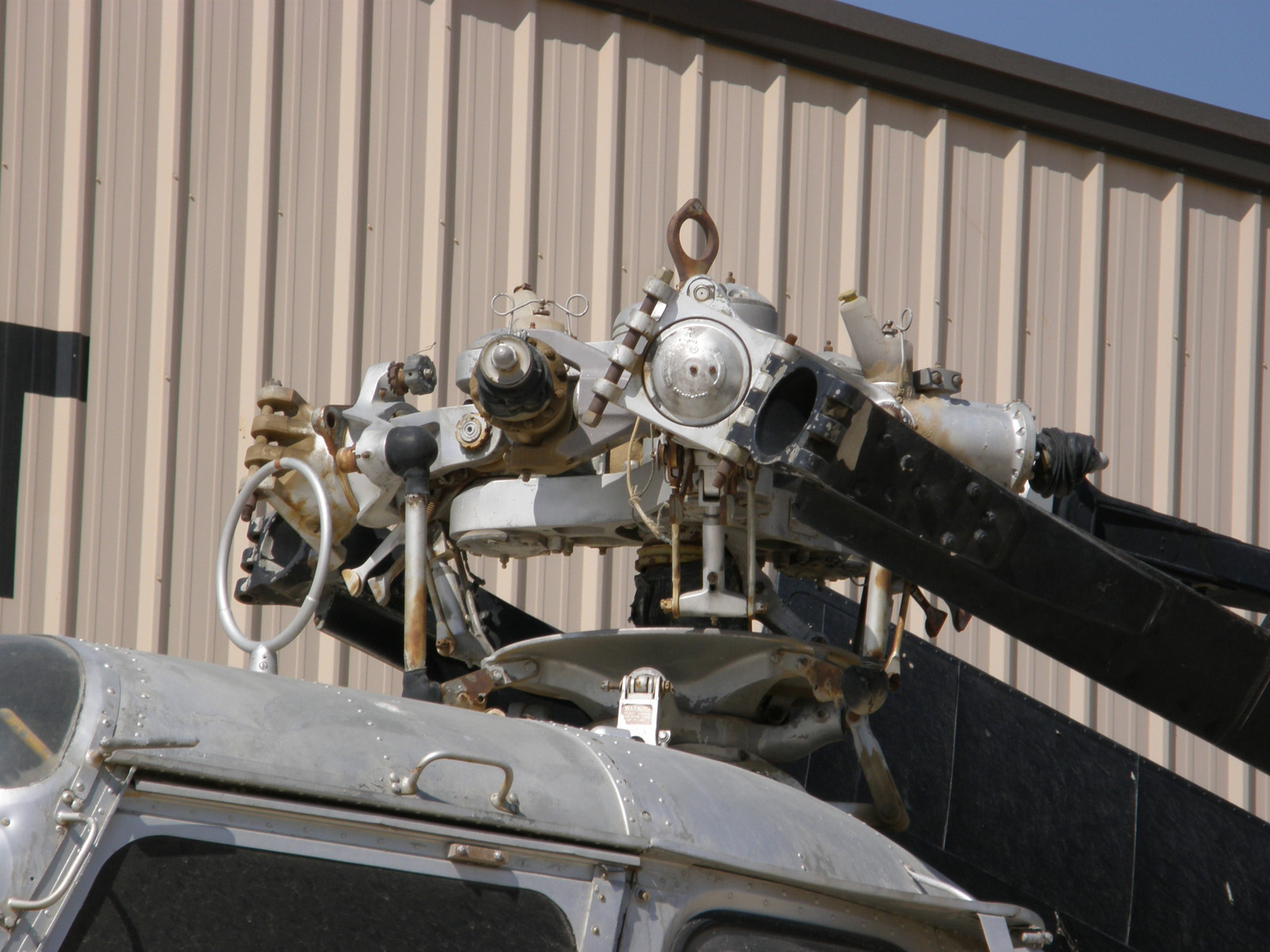
El rotor de un UH-19B.

### Características generales
- Tripulación: Dos (piloto y copiloto)
- Capacidad: 12 soldados u 8 literas
- Longitud: 19,1 m (62,7 ft)
- Diámetro rotor principal: 16,2 m (53 ft)
- Altura: 4,1 m (13,4 ft)
- Peso vacío: 2177 kg (4798,1 lb)
- Peso cargado: 3266 kg (7198,3 lb)
- Peso máximo al despegue: 3587 kg (7905,7 lb)
- Planta motriz: 1× motor radial de nueve cilindros refrigerado por aire Pratt & Whitney R-1340-57.
  - Potencia: 450 kW (620 HP; 612 CV)

### Rendimiento
- Velocidad máxima operativa (Vno): 163 km/h (101 MPH; 88 kt)
- Alcance: 652 km (352 nmi; 405 mi)
- Techo de vuelo: 3200 m (10 499 ft)
- Régimen de ascenso: 3,6 m/s (699 ft/min)

## Aeronaves relacionadas

### Desarrollos relacionados
- Sikorsky H-34 Choctaw
- Sikorsky S-51 Dragonfly
- Westland Whirlwind

### Aeronaves similares
- Mil Mi-4

### Secuencias de designación
- Secuencia S-_ (interna de Sikorsky): ← S-52 - S-53 - S-54 - S-55 - S-56 - S-57 - S-58 →
- Secuencia H-_ (Helicópteros de la USAF, 1948-1962): ← H-16 - H-17 - H-18 - H-19 - H-20 - H-21 - H-22 →
- Secuencia _H-_ (Helicópteros estadounidenses, 1962-presente): OH-13/UH-13J - UH-19 - CH-21 - OH-23 - UH-25 →
- Secuencia HO_S (Helicópteros de Observación de la Armada estadounidense, 1944-1962 (Sikorsky, 1928-1962)): HOS - HO2S - HO3S - HO4S - HO5S
- Secuencia HR_S (Helicópteros de Transporte de la Armada estadounidense, 1944-1962 (Sikorsky, 1928-1962)): HRS - HR2S - HR3S
- Secuencia Z._ (Helicópteros del Ejército del Aire español, 1954-1978): Z.1/A/C/B - Z.2 - XZ.3 - XZ.4 →
- Secuencia H._ (Helicópteros del Ejército del Aire español, 1978-presente): H.1/A/C/B - H.2 - H.4 - HE.7/B/A →